# Slim Thug
Slim Thug, egentligen Stayve Jerome Thomas, född 8 september 1980, är en rappare från Houston, Texas.

## Diskografi i urval

### Album
- Already Platinum (2005)
- Boss Of All Bosses (2009)
- The Thug Show (2010)